# فيلي بيردن
فيلي بيردن (بالإنجليزية: Willie Burden)‏ هو لاعب كرة قدم كندية أمريكي، ولد في 21 يوليو 1951 في رالي في الولايات المتحدة، وتوفي في 4 ديسمبر 2015 في أتلانتا في الولايات المتحدة.